# José Casalini
José Casalini (nacido el 2 de enero de 1917; fallecido el 8 de agosto de 1988) fue un futbolista argentino. Se desempeñaba como mediocampista, preferentemente por el sector derecho, y se inició en Central Córdoba de Rosario.

## Carrera
Siendo aun joven tuvo su debut profesional en Central Córdoba; en 1936 se coronó campeón del Torneo Gobernador Luciano Molinas, campeonato de liga de primera división de la Asociación Rosarina de Fútbol, círculo máximo en el que podían jugar los clubes de Rosario por ese entonces, al no permitírseles participar en Primera División de AFA. Formaba línea media junto a Ítalo Emanuelli y Félix Ibarra. Compartía además equipo con dos glorias charrúas: Gabino Sosa, que disputaba sus últimos partidos, y Vicente de la Mata, por entonces promisorio juvenil.

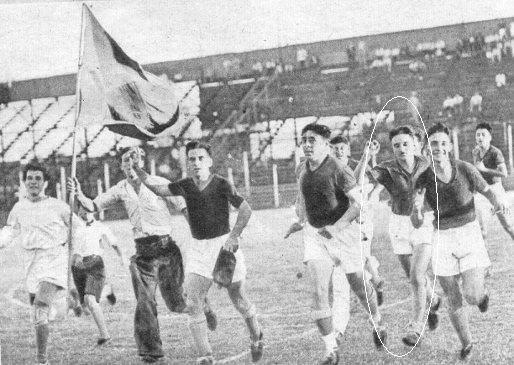
Casalini dando la vuelta olímpica con Central Córdoba, tras coronarse en el Torneo del Litoral 1939.

Fue luego subcampeón del Torneo Hermenegildo Ivancich en 1938, mientras que al año siguiente obtuvo el título del Molinas, que en 1939 se llamó Torneo del Litoral, ya que lo disputaron también equipos de Santa Fe y Paraná en respuesta al ingreso de Rosario Central y Newell's Old Boys al torneo de Primera División de AFA. Este logro le confirió la posibilidad de jugar la Copa Ibarguren (que había vuelto a jugarse en 1937) ante el campeón de AFA; enfrentó a Independiente de Avellaneda en partido único, siendo vencido el cuadro rosarino por cinco goles a cero.

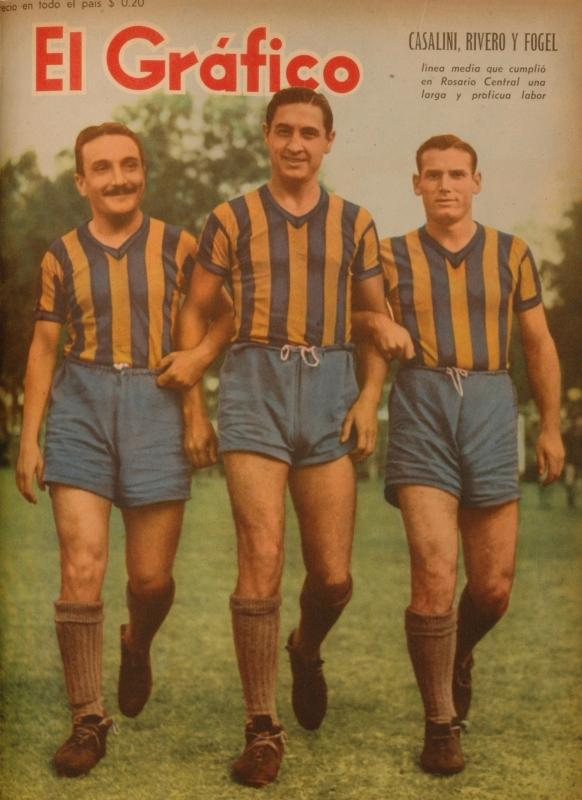
Casalini, Rivero y Fógel formaron un recordado mediocampo durante la década de 1940.

En 1941 fue cedido a préstamo a Rosario Central; lo acompañó uno de sus compañeros charrúas, el Torito Aguirre. El desempeño de Central fue pobre en el Campeonato de Primera División y perdió la categoría; más allá de esta situación, Casalini fue titular en 25 de los 30 cotejos de su equipo y a partir de su buen nivel, Rosario Central adquirió su pase en forma definitiva, a cambio de la suma de $12.500.
Para afrontar el Campeonato de Segunda División 1942 retornó al club Constancio Rivero; a partir de entonces se formó una notable línea media que se desempeñaría defendiendo la camiseta auriazul durante 4 temporadas y alrededor de 120 partidos: Casalini-Rivero-Fógel.
El retorno a Primera División no presentó mayores obstáculos para el canalla, jugando nuevamente en el círculo máximo para 1943. En las siguientes tres temporadas, Casalini sólo faltó a 6 de los 90 partidos de su equipo; en 1946, el año de su retiro, estuvo presente en 16 de los 30 encuentros del campeonato. Totalizó en su etapa con la Academia 148 juegos.

## Clubes
| Club                       | País      | Año       |
| -------------------------- | --------- | --------- |
| Central Córdoba de Rosario | Argentina | 1936-1940 |
| Rosario Central            | Argentina | 1941-1946 |

## Palmarés

### Títulos nacionales
| Equipo          | País      | Título           | Año  |
| --------------- | --------- | ---------------- | ---- |
| Rosario Central | Argentina | Segunda División | 1942 |

### Títulos regionales
| Equipo                     | País      | Título             | Año  |
| -------------------------- | --------- | ------------------ | ---- |
| Central Córdoba de Rosario | Argentina | Torneo Molinas     | 1936 |
| Central Córdoba de Rosario | Argentina | Torneo del Litoral | 1939 |